# Gary Hinshaw
Gary F. Hinshaw (né à San Rafael, Californie) est cosmologiste et professeur de physique à l'Université de la Colombie-Britannique.

## Biographie
Hinshaw travaille sur la sonde d'anisotropie micro-ondes Wilkinson (WMAP) dont les observations du fond diffus cosmologique (CMB) fournissent des informations importantes sur la cosmologie. Il détient à la fois la citoyenneté américaine et canadienne.
Hinshaw étudie la physique en tant que premier cycle à l'Université de Californie à Berkeley. En 1987, il obtient son doctorat à l'Université Harvard et rejoint l'Oberlin College en tant que professeur assistant. À partir de 1990, il travaille comme astrophysicien au Goddard Space Flight Center de la NASA. Il accepte un poste de professeur à l'Université de la Colombie-Britannique en 2011 . Il participe aux missions satellites COBE et WMAP pour étudier le rayonnement CMB. Il dirige les efforts d'analyse des données au WMAP et est responsable des archives héritées (LAMBDA) qui mettent les données des missions du CMB à la disposition d'autres scientifiques . Il est l'un des principaux scientifiques de l'expérience canadienne de cartographie de l'intensité de l'hydrogène (connue sous le nom de CHIME).
Hinshaw reçoit le prix Breakthrough 2018 en physique fondamentale avec Charles L. Bennett, Norman Jarosik, Lyman Page Jr., David N. Spergel et l'équipe de recherche WMAP . Hinshaw reçoit également le Space Science Achievement Award de Goddard .